# Максимилиан Ернст Австрийски
Максимилиан Ернст Австрийски (на немски: Maximilian Ernst von Österreich; * 17 ноември 1583, Грац; † 18 февруари 1616, Грац) от фамилията Хабсбург, е ерцхерцог на Австрия.

## Произход
Той е четвъртият син на Карл Франц II (1540 – 1590), ерцхерцог на Австрия (син на император Фердинанд I) и съпругата му Мария Анна Баварска (1551 – 1608), дъщеря на херцог Албрехт V от Бавария и Анна Австрийска (втората дъщеря на император Фердинанд I). Брат е на император Фердинанд II (1578 – 1637), Маргарета (1584 – 1611), от 1599 г. съпруга на крал Филип III от Испания, Констанца (1588 – 1631), от 1602 г. съпруга на крал Сигизмунд III Васа от Швеция и Полша, Леополд V Фердинанд (1586 – 1632) и Карл Йозеф (1590 – 1624). Заедно с майка си през 1592 г. той завежда сестра си Анна за нейната женитба в Полша за крал Сигизмунд III Васа.

## Участие в управлението
Заедно с брат си Фердинанд, регентът във Вътрешна Австрия, и братовчедите си Максимилиан, регент в Долна Австрия, и Матиас, регент в Горна Австрия (Тирол), той обявява в документ от 25 април 1606 г. във Виена своя братовчед император Рудолф II, заради душевната му болест, за неспособен да управлява, и Матиас за глава на Дом Австрия.
Неговият братовчед Максимилиан III, Великият магистър приема принца през 1615 г. в Тевтонския орден, където той през 1616 г. става комтур на балия Австрия. Като Koadjutor на ордена, определен за наследник на Великия магистър, Максимилиан Ернст умира на 33 години. Той е погребан в базиликата на абатство Зекау в Щирия.